# Campylocheta bicoloripes
Campylocheta bicoloripes är en tvåvingeart som först beskrevs av Louis-Paul Mesnil 1970.  Campylocheta bicoloripes ingår i släktet Campylocheta och familjen parasitflugor. Inga underarter finns listade i Catalogue of Life.